# Les Traqueurs de fantômes
Les Traqueurs de fantômes (Ghost Hunters) est une émission de téléréalité américaine diffusée depuis le 6 octobre 2004 sur Syfy (anciennement Sci Fi). En 2017, Jason Hawes annonce sur son compte facebook la fin de l'émission et la rupture entre la production Pilgrim et la chaîne Syfy.
En France, elle est diffusée sur Planète+ A&E, puis sur D8 et de nouveau sur Planète+ A&E, ainsi qu'au Québec sous le nom de Chasseurs de fantômes sur Ztélé.

## Concept
Un groupe de personnes appartenant à l'organisation TAPS (The Atlantic Paranormal Society), fondée et dirigée par Jason Hawes (en) et Grant Wilson, enquête sur des lieux supposés hantés dans le but de mettre en évidence des preuves d'activité paranormale.
Une autre organisation existe : GHI (Ghost Hunters International), branche parallèle de TAPS travaillant en Europe à la demande de Jason et Grant qui se consacrent pour leurs parts à des enquêtes sur le continent nord américain (essentiellement aux États-Unis et au Canada).

## Émissions
| Saison | Saison | Épisodes | Début            | Fin              |
| ------ | ------ | -------- | ---------------- | ---------------- |
|        | 01     | 10       | 6 octobre 2004   | 15 décembre 2004 |
|        | 02     | 24       | 27 juillet 2005  | 31 mai 2006      |
|        | 03     | 21       | 11 octobre 2006  | 7 novembre 2007  |
|        | 04     | 27       | 5 mars 2008      | 10 décembre 2008 |
|        | 05     | 25       | 11 mars 2009     | 16 décembre 2009 |
|        | 06     | 25       | 3 mars 2010      | 8 décembre 2010  |
|        | 07     | 25       | 23 février 2011  | 7 décembre 2011  |
|        | 08     | 26       | 11 janvier 2012  | 5 décembre 2012  |
|        | 09     | 26       | 16 janvier 2013  | 29 octobre 2013  |
|        | 10     | 13       | 26 août 2015     | 18 novembre 2015 |
|        | 11     | 13       | 3 août 2016      | 26 octobre 2016  |
|        | 12     | 11       | 21 août 2019     | 30 octobre 2019  |
|        | 13     | 09       | 8 avril 2020     | 27 mai 2020      |
|        | 14     | 13       | 31 octobre 2021  | 19 mars 2022     |
|        | 15     | 08       | 1er octobre 2022 | 19 novembre 2022 |
|        | 16     | 08       | 6 avril 2023     | 25 mai 2023      |

## Épisodes

### Saison 01
Source : Les épisodes français sur Allociné et des épisodes original sur imdb
1. L'Affaire Brenda (Altoona, PA)
2. Jean T. Mishler (Mishler Theatre and Altoona Railroaders Memorial Museum)
3. L'Hôtel de la mariée (The Lighthouse Inn and Stone's Public House)
4. Le Phare hanté (Race Rock Lighthouse)
5. La Prison des esprits (Eastern State Penitentiary)
6. L'Eglise est-elle hantée ? (Church House in Upstate New York)
7. L'Esprit frappeur de l'arsenal (The Armory)
8. Y a-t-il un fantôme sur le toit ? (Fortuna Apt. Philadelphia, PA and the Topton House)
9. Des orbes dans l'auberge (New Boston Inn and Pittsburg, PA)
10. Esprit malin chez les Johnson (Albany, NY and Adam Zubrowski's House)

### Saison 02
Sauf indication contraire, les informations mentionnées dans cette section peuvent être confirmées par la base de données cinématographiques IMDb,  présente dans la section « Liens externes ».

### La plantation Myrtles (St. Francisville, LA: Myrtles Plantation)
1. La maison Grafton et La maison DiRaimo (Cranston, RI Private Home)
2. La maison Deville et Le restaurant Brennan (New Orleans, LA: Brennan's Restaurant and a Private Home)
3. Parc historique Mordecai et USS North Carolina (USS North Carolina Museum and Mordecai House)
4. Théâtre Bradley et Caserne Harris (Bradley Playhouse and Harris Firehouse)
5. Le Phare Ledge et Musée Merchants House (The Ledge Lighthouse)
6. La maison des Tanguay et La maison des Sutcliffe (Springfield, MA: Tanguay Home and Sutcliffe House)
7. Le manoir Astor Beechwood et Le parc Rosell (Beechwood Mansion & Garden State)
8. Ma maison Worthington et L'asile Rolling Hills (Worthington Home/Rolling Hills Asylum)
9. Retour au Eastern State Pénitencier et Maison de vacances (Eastern State/Vacation Home)
10. Le manoir Winchester et Le paquebot Queen Mary (Winchester House/Queen Mary)
11. La maison de correction Mansfield et La maison de Lizzie Borden (Shawshank Prison/Lizzie Borden)
12. L'hôtel Crescent et La maison du Dr Ellis(Ghostly Soldier/Medium House)
13. Le sanatorium de Waverly Hills (Haunted Sanatorium)
14. Grace et Le théâtre Palladium (Ghostly Grace & The Palladium)
15. Red George et Le musée Valentown (Red George & Valentown Museum)
16. Deux Frères et La bibliothèque hanté (Grey Lady Haunting)
17. La maison Hodgman et Le conservatoire Hartford (Shadowy Figure)
18. Le phare hantée de St Augustine (Haunted Lighthouse)
19. Restaurant Domanis et La vieille prison (Old Jail)
20. Hôtel Stone Lion inn et la maison Edgerly (Toxic House)
21. Stanley Hôtel : Le retour de Shining (Stanley Hotel)
22. Titre français inconnu (Titre Original Inconnu)
23. Titre français inconnu (Shining Hotel)

### Saison 03
Sauf indication contraire, les informations mentionnées dans cette section peuvent être confirmées par la base de données cinématographiques IMDb,  présente dans la section « Liens externes ».
1. Le théâtre Birdcage (Tombstone)
2. L'hôtel Copper Queen et Ok Corral (OK Corral)
3. La maison Johnson et Le pénitencier Moundsville (Shadow People)
4. Maison des Veau & Manoir Bucksteep (Whispers and Voices)
5. Les meilleurs moments de l'Hôtel Stanley (Best of the Stanley Hotel)
6. Le Château de Leap : L'élémental Irlandais (Attack of the Irish Elemental)
7. Les ruines Irlandaises (Irish Ruins)
8. Les caves du feu de l'enfer (Hellfire Caves)
9. Des bruits cauchemardesques (Nightmare Noises)
10. La maison des Keffer : Les jouets de la terreur (Toys of Terror)
11. USS Lexington (U.S.S. Lexington)
12. Les meurtres de la famille Manson (Manson Murders)
13. Le northern State Hospital : Les esprits égarés, les âmes perdues (Lost Souls)
14. Les esprits de San Francisco (Spirits of San Francisco)
15. La maison des Gibbons et Le théâtre Moore : Une invitée fantôme (Ghostly Houseguest)
16. La maison des Saints et Sprague Mansion (Houses of the Holy)
17. Sorcière de Salem - Le restaurant Lyceum et L'hôtel Hawthorne (Salem)
18. Résultats en direct du "Sanatorium de Waverly Hills" (Live! at Waverly Hills Sanatorium)
19. Titre français inconnu (Live Sanatorium Results)
20. Titre français inconnu (Revelations)
21. Titre français inconnu (Return to St. Augustine Lighthouse)

### Saison 06
1. La prison d'Alcatraz
2. Fort Ticonderoga
3. Esprits d'Irlande
4. Les fantômes du New Jersey
5. Touché par le diable
6. La maison de correction hantée
7. Les fantômes du grenier
8. L'auberge des pendus
9. Esprits de la nuit
10. Norwich State Hospital
11. L'hôtel Otesaga
12. Une nuit au zoo
13. Invités mystères
14. Des lumières dans la nuit
15. Signaux du passé
16. Le manoir Lemp
17. L'école primaire Milton
18. Le casino hanté
19. Le Bissman Building, à Mansfield (Ohio)
20. La plus vieille maison de Géorgie
21. inconnu (Home is where the heart is)
22. inconnu (Empire state hunt)
23. La fonderie Sloss
24. Real Housewives of Atlanta
25. Le fantôme de Noël